# Sriracha

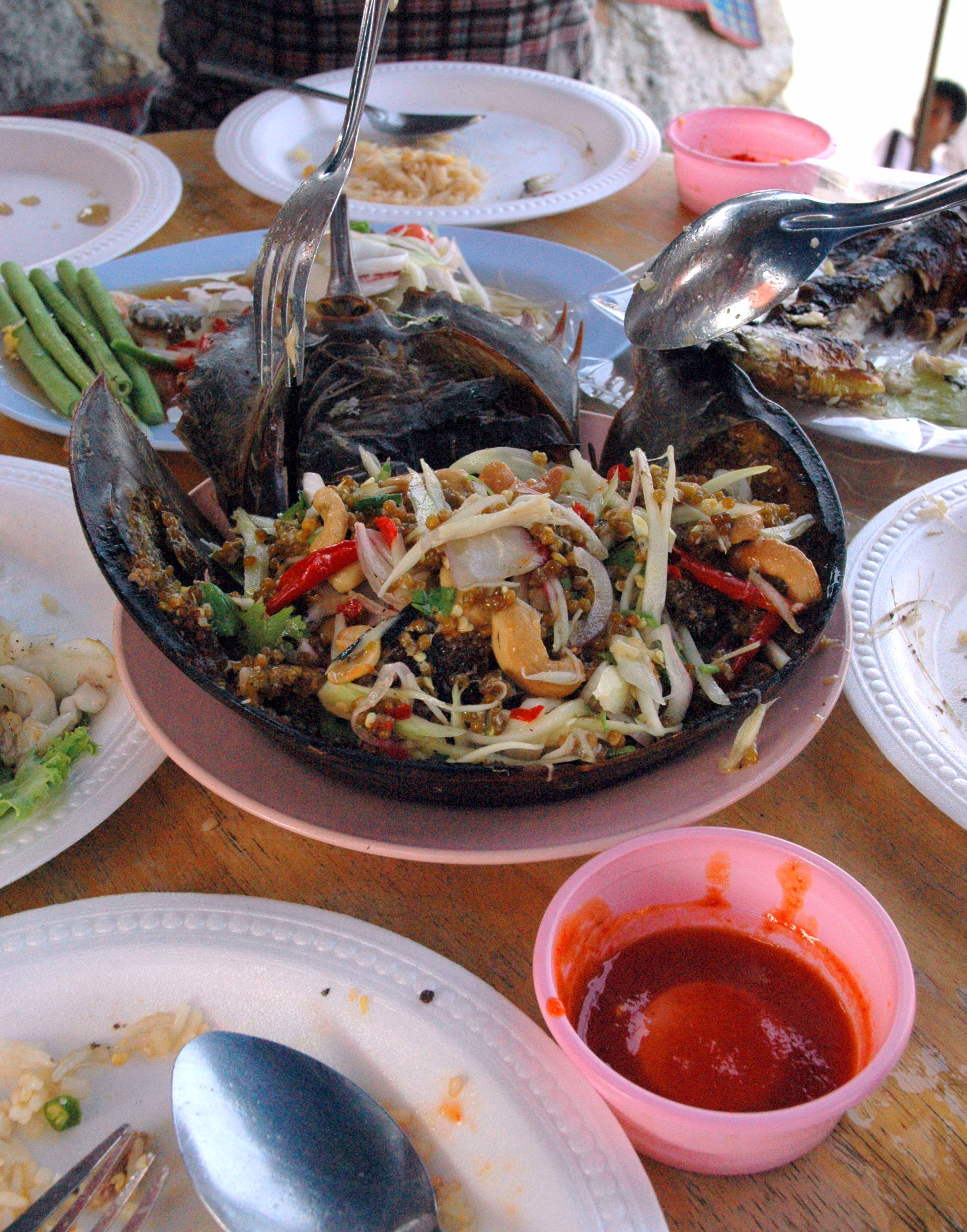
Sriracha jako dip

Sriracha je typ pálivé nebo chilli omáčky vyrobené z pasty chilli, lihového octa, česneku, cukru a soli.

## Použití
V Thajsku se Sriracha často používá jako dip, zejména při pojídání mořských plodů. Ve vietnamské kuchyni se Sriracha objevuje jako koření pro phở a smažené nudle, v omáčkách a jako dip pro jarní závitky (chả giò).

Sriracha se také přidává do polévky, ochucují se s ní vajíčka a hamburgry. Vyskytuje se i v džemech a lízátkách. Je součástí koktejlů a existují i bramborové lupínky s příchutí Sriracha.

## Původ
Původ omáčky je nejasný. Pravděpodobně vznikla v thajském městě Si Racha (nebo Sri Racha) ve 30. letech 20. století podle receptu hospodyňky jménem Thanom Chakkapak.

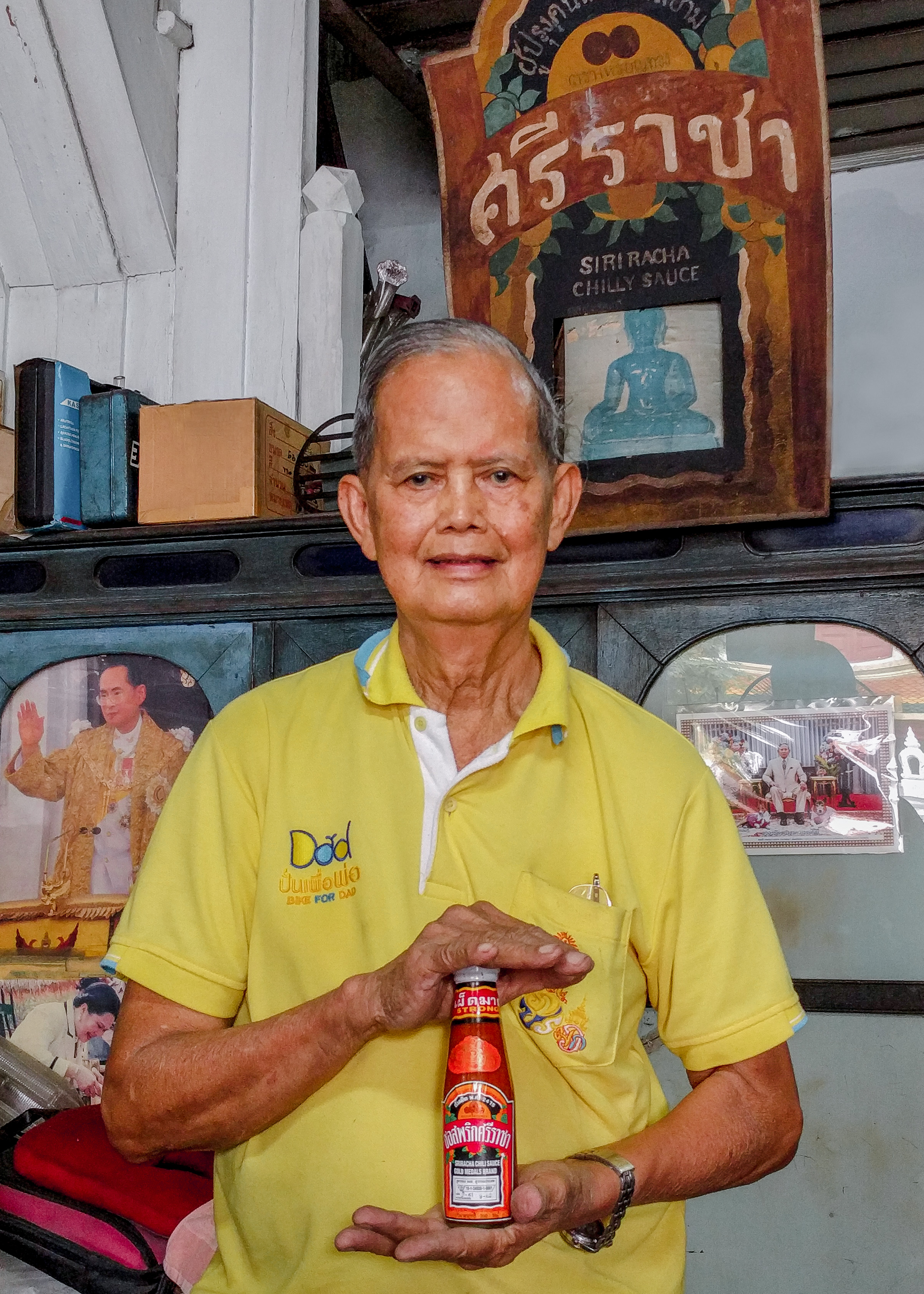
Lakut Suwanprasop, syn původního tvůrce omáčky Sriracha a majitel rodinné firmy ve druhé generaci, drží láhev oceněné omáčky Sriracha se zlatou medailí.

## Značky
Přehled značky a jejich přísad.
| Značka                                               | Společnost       | Ingredience | Původ                                         | Americký dovozce a poznámky |
| ---------------------------------------------------- | ---------------- | --- | --------------------------------------------- | --------------------------- |
| Huy Fong Foods Sriracha Hot Chili omáčka (Cock Cock) | Huy Fong Foods   | Papriky Jalapeño, cukr, sůl, česnek, destilovaný ocet, sorbát draselný, hydrogensiřičitan sodný jako konzervační látky a xantanová guma                                                                   | Irwindale, Kalifornie, Spojené státy americké | —                           |
| Sriraja Panich                                       | Thaitheparos PLC | Spur chilli papričky, 45%; cukr, 17%; okyselující činidlo, 14%; česnek, 10%; voda, 9%; sůl, 6%; žádné konzervační látky, barva, MSG                                                                       | Samut Prakan, Thajsko                         | Eastland Foods              |
| Létající husí značka Sriracha Hot Chilli omáčka      | Exotic Food PCL  | Chili 61%, cukr, česnek, sůl, voda, regulátor kyselosti: E260, E330, zvýrazňovač chuti: E621, stabilizátor: E415, konzervační látka: E202                                                                 | Si Racha, Thajsko                             | Surya Foods, Velká Británie |
| Lee Kum Kee Sriracha Hot Chili omáčka                | Lee Kum Kee      | Červené chilli, cukr, sůl, česnek, rybí extrakt, kyselina mléčná / E270, kyselina octová / E260, antioxidant (kyselina askorbová / E300).                                                                 | Hongkong                                      | —                           |
| Bangthai Original Sriracha Hot Chilli omáčka         | Kohlico          | Voda 28,9%, červené chilli 28%, cukr 25%, česnek 7%, sůl 5%, xantanová guma 4,4%, modifikovaný kukuřičný škrob 1%, kyselina octová 0,5%, konzervační látky benzoát sodný 0,1%, přírodní barva E160c 0,05% | Spojené království                            | —                           |

## Verze

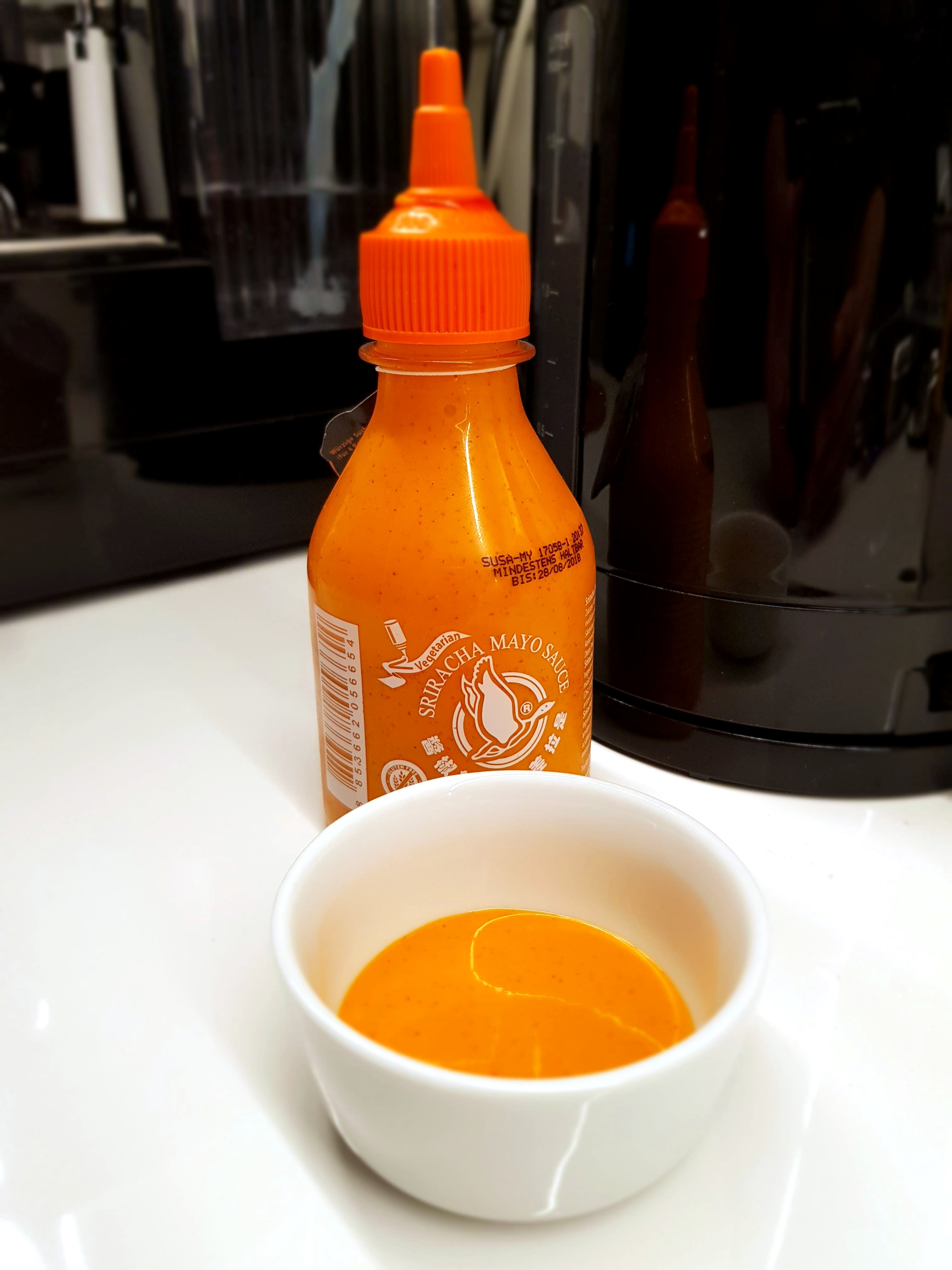
Majonéza ochucená Srirachou.

### Thajsko
V Thajsku se omáčka nejčastěji nazývá sot Siracha a jen občas phrik Siracha. Tradiční thajská omáčka je kyselejší a řidší než nethajské verze.

### Spojené státy
Ve Spojených státech je jméno Sriracha spojeno s omáčkou vyráběnou firmou Huy Fong Foods. Někdy je také označována jako "kohoutová omáčka" ("rooster sauce" or "cock sauce") podle obrázku kohouta na láhvi. Na americkém trhu se objevily další varianty Srirachy, včetně té, která zraje v sudech od whisky.
Mnoho restaurací v USA, včetně Wendy's, Applebee's, PF Chang's, Jack in the Box, McDonald's, Subway, Taco Bell, White Castle, Gordon Biersch, Chick-fil-A, Firehouse Subs, Noodles & Company, Starbucks a Burger King přidávají Srirachu do svých jídel, někdy ji míchají s majonézou nebo s ní ochucují dipy.
Slovo "Sriracha" se stalo druhovým pojmem.